# Nguyễn Thị Phương (vận động viên bắn cung)
Nguyễn Thị Phương (sinh 1999), quê ở xã Đồng Lạc, huyện Yên Lập, tỉnh Phú Thọ, là một nữ vận động viên Việt Nam môn bắn cung.

## Quá trình thi đấu
Nguyễn Thị Phương theo nghiệp bắn cung từ năm 2013, khi mới 14 tuổi.
Năm 2017, tại Giải vô địch cung thủ xuất sắc toàn quốc, Nguyễn Thị Phương lập kỷ lục quốc gia tại hạng mục cung 1 dây nữ cự ly 30m. Kỷ lục bị phá vỡ sau đó 2 năm bởi đàn em Nguyễn Thị Thanh Nhi. Tính chung cả năm 2017, Nguyễn Thị Phương đã đạt 8 huy chương vàng, 3 huy chương bạc và 6 huy chương đồng tại các giải trong và ngoài nước, trong đó, có huy chương đồng tại Cúp Bắn cung châu Á, và được xem là "cô gái vàng" của thể thao Đất Tổ.
Tháng 8 năm 2019, tại Giải bắn cung các đội mạnh toàn quốc, Nguyễn Thị Phương đạt thành tích vượt trội với 2 huy chương vàng, 1 huy chương bạc, 2 huy chương đồng. Sau đó, Nguyễn Thị Phương trở thành vận động viên nữ duy nhất thuộc biên chế của đoàn thể thao tỉnh Phú Thọ tham dự SEA Games 30 (ngoài ra còn có Hà Đức Chinh của môn bóng đá nam).
Tháng 12 năm 2019, tại SEA Games 30, Nguyễn Thị Phương cùng đồng đội Lộc Thị Đào, Đỗ Thị Ánh Nguyệt giành huy chương vàng đồng đội cung 1 dây nữ cự ly 70m.

## Chia sẻ
- Lúc trước em chưa biết gì về bắn cung hết, chỉ biết lên đây tập thôi, khi đã luyện tập được một thời gian em thấy rất thích và rất muốn theo đuổi môn này. Ước mơ của em là thi đấu đạt nhiều thành tích cao hơn nữa cho tỉnh nhà nói riêng và cả nước nói chung.[11]
- Tôi sinh ra ở Phú Thọ, quê tôi dường như có tố chất bắn cung hay sao ấy, nên các thầy hay xuống đây tuyển sinh. Năm 14 tuổi, tôi được chọn để tập môn này. Gia đình làm nông, lúc nhỏ tôi cũng từng theo bố mẹ phụ việc ngoài đồng. So với làm ruộng thì bắn cung tuy có đội nắng tập luyện nặng nhọc nhưng cũng sướng hơn nhiều. Vì vậy mà cả nhà đều ủng hộ tôi làm VĐV.[12]